# Drasenhofen
Drasenhofen est une commune autrichienne du district de Mistelbach, en Basse-Autriche.

## Géographie
La municipalité se situe à l'extrême nord de la région du Weinviertel, près de la frontière tchèque. La ville de Mikulov (Nicolsbourg) en Moravie est de l'autre côté du passage frontalier. 
Une extension de l'autoroute A5 (Nord/Weinviertel Autobahn), partie de la Route européenne 461, de Vienne vers Drasenhofen est envisagée. 

## Histoire
Le domaine de Taisenhof dans le duché d'Autriche fut mentionné pour la première fois dans un acte de 1190. Le lieu bénéficie de son emplacement sur la route de Vienne à Brno (Brin), capitale du margraviat de Moravie.

## Personnalités liées à la commune
- Franz Wunsch (1922–2009), surveillant du camp de concentration d'Auschwitz.